# Thannenkirch
Thannenkirch (en alsacià Dànnekírich) és un municipi francès, situat a la regió del Gran Est, al departament de l'Alt Rin. L'any 1999 tenia 446 habitants.

## Demografia
| 1962 | 1968 | 1975 | 1982 | 1990 | 1999 |
| ---- | ---- | ---- | ---- | ---- | ---- |
| 388  | 395  | 396  | 367  | 336  | 446  |

## Administració
| Període   | Identitat        | Partit |
| --------- | ---------------- | ------ |
| 2001-2008 | Pascal Bosshardt |        |
| 2008-     | Joseph Eberhardt |        |